# XIV з'їзд КП(б)У
XIV з'їзд КП(б)У — з'їзд Комуністичної партії (більшовиків) України, що відбувся 13—18 червня 1938 року в Києві.
У роботі з'їзду взяли участь 474 делегати з ухвальним і 95 — з дорадчим голосом, які представляли 200 469 членів і 85 349 кандидатів у члени партії.

## Порядок денний з'їзду
1. Звіт ЦК КП(б)У (доповідач Хрущов Микита Сергійович).
2. Звіт Центральної Ревізійної комісії КП(б)У.
3. Вибори керівних органів КП(б)У.

## Керівні органи партії
Обрано Центральний комітет у складі 60 членів і 27 кандидатів у члени ЦК, Центральну Ревізійну комісію у складі 13 осіб.

### Члени Центрального комітету
- Ангеліна Парасковія Микитівна
- Богиня Петро Іванович
- Борисов Володимир Миколайович
- Бурмистенко Михайло Олексійович
- Власов Олександр Йосипович
- Волков Олександр Матвійович
- Воробйов В. І.
- Гвоздирков Микола Георгійович
- Горенков Федір Степанович
- Гречуха Михайло Сергійович
- Гречухін Дмитро Дмитрович
- Гусятникова Парасковія Василівна
- Діденко Максим Авксентійович
- Дюканов Мирон Дмитрович
- Дяченко Василь Антонович
- Єпішев Олексій Олексійович
- Задіонченко Семен Борисович
- Івановський Георгій Іванович
- Індиченко Костянтин Степанович
- Камищенко Дмитро Юхимович
- Касауров Микола Данилович
- Квасов Михайло Єгорович
- Клименко Федір Микитович
- Компанієць Микола Павлович
- Корнієць Леонід Романович
- Коротченко Дем'ян Сергійович
- Кочетов Гаврило Леонтійович
- Кривонос Петро Федорович
- Кругляков Тимофій Петрович
- Курганов Валеріан Петрович
- Лебідь Микола Георгійович
- Любавін Петро Митрофанович
- Мірошниченко Леонтій Трохимович
- Міщенко Гаврило Корнійович
- Москвіна Єлизавета Петрівна
- Мурза Іван Пилипович
- Новиков Василь Олександрович
- Олонов Михайло Іванович
- Осипов Олександр Васильович
- Поляков Михайло Миколайович
- Рябошапка Степан Кирилович
- Сафронов Леонід Іванович
- Сердюк Зиновій Тимофійович
- Скуридін Михайло Митрофанович
- Смирнов Ілля Корнилович
- Старигін Павло Іванович
- Степаненко Олександр Трохимович
- Степанов О. В.
- Степанок Данило Тимофійович
- Строкач Тимофій Амвросійович
- Телешев Григорій Галактіонович
- Тимошенко Семен Костянтинович
- Усенко Степан Іванович
- Успенський Олександр Іванович
- Федоренко Яким Іванович
- Федоров Олексій Федорович
- Харченко Катерина Іванівна
- Хрущов Микита Сергійович
- Шпильовий Петро Іванович
- Щербаков Олександр Сергійович

### Кандидати в члени Центрального комітету
- Бутенко Григорій Прокопович
- Васильєв П. В.
- Горобець Іван Григорович
- Горячев Єлисей Іванович
- Долгушев Олексій Романович
- Кальченко Никифор Тимофійович
- Караваєв Костянтин Семенович
- Козін Аскольд Іванович
- Колесников Петро Васильович
- Колибанов Анатолій Георгійович
- Конопкін Митрофан Михайлович
- Константинов Тихон Антонович
- Легур Євдокія Іванівна
- Олейников П. В.
- Осокін Василь Васильович
- Панін Олександр Павлович
- Подушко Ганна Георгіївна
- Прокопенко Микола Миколайович
- Рябий Адольф Гільйович
- Саваков Павло Пахомович
- Старченко Василь Федорович
- Чеканюк Андрій Терентійович
- Черепін Тихон Корнійович
- Чистов Павло Васильович
- Чудін Тимофій Прохорович
- Шмалько Андрій Микитович
- Яркін Іван Осипович

### Члени Центральної Ревізійної комісії
- Гульчак Василь Дементійович
- Дідур Володимир Григорович
- Дрожжин Михайло Іванович
- Єгоричев Микола Іванович
- Жабрєв Іван Андрійович
- Луньков Дмитро Дмитрович
- Мальчуженко Василь Дмитрович
- Марков Василь Сергійович
- Новиков Іван Васильович
- Резнікова Олександра Ф.
- Співак Мойсей Семенович
- Хоменко Григорій Семенович
- Шамрило Тимофій Власович

## Зміни складу ЦК в період між з'їздами
13–14 вересня 1938 року на Пленумі ЦК КП(б)У зі складу членів ЦК КП(б)У виведений Богиня Петро Іванович.
25–26 грудня 1938 року на Пленумі ЦК КП(б)У зі складу членів ЦК КП(б)У виведені Гречухін Дмитро Дмитрович, Усенко Степан Іванович, Успенський Олександр Іванович; зі складу кандидатів у члени ЦК КП(б)У виведений Олейников П. В.